# Mario Bergara
Mario Esteban Bergara Duque (Montevideo, 4 de mayo de 1965) es un contador público, economista, funcionario, profesor y político uruguayo, perteneciente al Frente Amplio. Actualmente es el intendente de Montevideo desde julio de 2025.
Líder del sector Seregnistas, previamente ejerció como subsecretario de Economía y Finanzas entre 2005 y 2008, presidente del Banco Central del Uruguay entre 2008 y 2013 y entre 2015 y 2018; ministro de Economía y Finanzas en el periodo 2013 al 2015, y como senador de la República desde 2020. Fue precandidato presidencial por el Frente Amplio en las elecciones internas de 2019, donde se posicionó en cuarto lugar, y en las elecciones internas de 2024, donde bajó su postulación para apoyar a la del exintendente canario Yamandú Orsi.

## Biografía
Mario Bergara recibió el título de Economista en 1987 y de Contador Público en 1990 por la Universidad de la República. En 1998 obtuvo su doctorado en Economía por la Universidad de California en Berkeley, tras cursar un año antes un máster en Economía en ese centro de estudios.
Trabajó en el Banco de la República Oriental del Uruguay y en el Banco Central del Uruguay. En este último fue jefe de Departamento de Estudios Económicos. Entre 2001 y 2005 fue convocado por el presidente Jorge Batlle para ser director de la Unidad Reguladora de Servicios de Comunicaciones. 
Los comienzos de Bergara en el Frente Amplio fueron como miembro de la Unión de Juventudes Comunistas y luego del Partido Comunista del Uruguay, del cual sale por los años 1990 con su disgregación. Al retornar de sus estudios de posgrado en EE.UU, frecuentó el entorno de uno los fundadores del Frente Amplio y principal líder histórico, el General Líber Seregni, integrando el centro de estudios que él lideraba. Durante los últimos años de vida del General, se convirtió en uno de sus hombres de confianza. Tras el triunfo electoral de Tabaré Vázquez en las elecciones del 2004 fue nombrado subsecretario de Economía y Finanzas, acompañando al ministro Danilo Astori.
Se retiró al mismo tiempo en que Astori renunció al Ministerio. Posteriormente, el 11 de noviembre de 2008 asumió como presidente del Banco Central del Uruguay, cargo que desempeñó hasta el 26 de diciembre de 2013. En ese momento fue designado ministro de Economía y Finanzas, tras la dimisión del economista Fernando Lorenzo.
En abril de 2015 asumió nuevamente como presidente del Banco Central del Uruguay.
Mario Bergara ha publicado artículos en áreas de economía institucional, regulación de servicios públicos y economía bancaria a nivel nacional e internacional. 
Es autor de los libros “Las reglas de juego en Uruguay” en 2003 (Ediciones Trilce) y de “Las nuevas reglas de juego en Uruguay” en 2015 (Departamento de Economía de la Facultad de Ciencias Sociales, Universidad de la República).

## Ámbito político
Bergara fue uno de los precandidatos a la Presidencia que se presentaron a las elecciones internas del Frente Amplio en junio de 2019. Contó con el apoyo de Banderas de Liber y de otros sectores del Frente Amplio. Su precandidatura fue observada con mucho interés, dado que el partido oficialista se encamina a procesar un complejo proceso de recambio generacional de sus cuadros dirigentes, tras décadas de predominio de la tríada conformada por Tabaré Vázquez, José Mujica y Danilo Astori; y se considera que su relevancia se definirá en el largo plazo.
Tras el resultado primario de las elecciones internas Bergara obtuvo una votación total de 23.688 correspondiente al 9,28% del total de votos recibidos por el Frente Amplio.
En las elecciones parlamentarias de octubre, Bergara resultó elegido senador para el periodo 2020-2025. Además, su nombre sonaba como eventual Ministro de Economía en caso de que Daniel Martínez fuera electo presidente.
Bergara ocupó su escaño senatorial durante el periodo 2020-2024. Lanzó su precandidatura de cara a las elecciones internas de 2024, pero en abril de ese año se bajó para apoyar a Yamandú Orsi.
En agosto de 2024 fue firmante, dentro de un grupo de 111 economistas y profesionales de carreras similares pertenecientes al Frente Amplio, lanzaron un portal llamado: "Frenteamplistas por el No" (entre ellos Gabriel Oddone, Álvaro García, Fernando Lorenzo, Jorge Polgar, entre otros); con un documento que manifestaba su desacuerdo con el Plebiscito de reforma jubilatoria.
En las elecciones generales de 2024 fue reelecto como senador, pero su sector redujo su representación de tres bancas en la Cámara Alta a solo una.En diciembre de ese año su nombre comienza a sonar para una candidatura a la intendencia de Montevideo para las elecciones departamentales de mayo de 2025, posteriormente ese mismo mes el MPP ratificó su apoyo a Bergara ante una posible postulación.
El martes 8 de julio presentó su renuncia al Senado, para asumir dos días después como intendente de Montevideo. Finalmente, el jueves 10 de julio, asumió como intendente del departamento capitalino.
| Intendencia de Mario Bergara         | Intendencia de Mario Bergara        | Intendencia de Mario Bergara        |
| ------------------------------------ | ----------------------------------- | ----------------------------------- |
| Partido político                     |                                     | Frente Amplio                       |
| Partido político                     | Independiente                       |                                     |
| Presidencia                          |                                     |                                     |
| Intendente                           |                                     | Mario Bergara 10 de julio de 2025   |
| Secretaria                           | Viviana Repetto 10 de julio de 2025 |                                     |
| Prosecretario                        | Diego Olivera 10 de julio de 2025   |                                     |
| Departamentos                        |                                     |                                     |
| Departamento                         | Integración                         | Integración                         |
| Gestión Humana y Recursos Materiales |                                     | Gustavo Pérez 10 de julio de 2025   |
| Desarrollo Económico                 |                                     | Camilo Benítez 10 de julio de 2025  |
| Desarrollo Social                    |                                     | Graciela Villar 10 de julio de 2025 |
| Desarrollo Urbano                    |                                     | Patricia Roland 10 de julio de 2025 |
| Desarrollo Sostenible e Inteligente  |                                     | Silvia Nane 10 de julio de 2025     |
| Desarrollo Ambiental                 |                                     | Leonardo Herou 10 de julio de 2025  |
| Cultura                              |                                     | Débora Quiring 10 de julio de 2025  |
| Movilidad                            |                                     | Germán Benitez 10 de julio de 2025  |
| Planificación                        |                                     | Majosé Iglesias 10 de julio de 2025 |

## Premios
Fue galardonado con el Premio Internacional Elise y Walter A. Haas de la Universidad de California en Berkeley.

## Vida personal
Bergara fue pareja de la profesora, periodista e informativista Blanca Rodríguez.